# ポンティアック・テンペスト
テンペスト（Tempest ）は、GMのポンティアック・ディビジョンで1960年9月から製造された、エントリークラスのコンパクトカーである。
最初の1961年モデルのテンペストは新しいGM・Yプラットフォームのモノコック・ボディを、ビュイック・スペシャル、スカイラークやオールズモビル・F-85、カトラスと共有していた。また、ポンティアック・ルマンとしても1962年モデルの始めから大量に販売されたが、1961年モデルのルマンクーペは極く少数であった。1964年にはプラットフォームが刷新され、フレーム付きのA-ボディとなった。テンペストの名称は、以前はテンペスト・シリーズの上級グレードの名称であったルマンのために1970年モデルで廃止となった。

## 初代（1960年-1964年）
初代テンペストは、同年式のオールズモビル車と類似した外観を備えていたが、内部は根本的に異なった構造で、特に動力系の設計は特異なものであった。それはフロントエンジン・リアドライブの基本レイアウトではあったが、トランスミッションを後部に追いやりデフと一体化させたトランスアクスルを用いる、アメリカではほとんど例のない手法であった。なおかつ低床化対策のため、さらに特異な設計が採用されていた。
それが、エンジンを後傾、トランスアクスルを前傾させ、その間を結ぶトンネルと、そこに内蔵された¾ inの柔軟で湾曲したプロペラシャフトからなる「"ロープドライブ"」（"Rope drive"）である。このレイアウトは前後輪にほぼ50/50の理想的な重量配分を与え、4輪独立懸架を実現し、通常の形式の車ではトランスミッションを収めるのに必要な前席足元の"張り出し"や、背の高いフロアトンネルを廃することができるという利点も持ち合わせていた。
フロントエンジンの後輪駆動車でトランスアクスルを採用した事例はそれ以前にも複数存在したが、複数箇所のベアリングで強制的に湾曲させた状態のプロペラシャフトを、エンジンのクランクシャフトと同じ回転数で動力伝達に用いた事例はほとんどなかった（当時は機械式であったスピードメーターケーブルのごとき変形を、遥かに大きな力を伝達する走行用動力のシャフトに強いたのである）。
この車の設計者は1956年にパッカードからヘッドハントでGMへ移籍し、1961年にポンティアック・ディビジョンのチーフエンジニアとなっていたジョン・デロリアン（John Z. DeLorean）であった。彼はその後1972年にGMの副社長にまで登りつめるが、翌年には退社独立し、彼自身の名を付けた車を造ることになる。
当時、ビュイックとオールズモビルの姉妹車が通常の前部にエンジンとトランスミッションを搭載し、フロアトンネルの下に2分割式のプロペラシャフトを通した、ごく平凡なホチキス・ドライブ方式（Hotchkiss drive ）を採用していたことからすると、テンペストの独自性は際立ったものであった。
テンペストは1961年度の『モータートレンド』（Motor Trend ）誌のカー・オブ・ザ・イヤー賞に選ばれ、『ロード・アンド・トラック』（Road & Track ）誌はテンペストを「極めてゆったりとしている」「フォード・モデルA（Model A ）以来、最高の実用車の1台」と褒め称えた。
エンジンは市場で「トロフィー4」（Trophy 4 ）と称された195 cu in（3.2リットル）の直列4気筒で、アメリカにおけるこのクラスのコンパクトカー用エンジンでは平凡堅実な直列6気筒が定番であった状況からすれば、これまた特異であった。トロフィー4系エンジンは、ポンティアック大型車――ボンネヴィル（Bonneville ）やカタリナ（Catalina ）などの標準エンジンであった、ポンティアック製389 cu inV型8気筒の右シリンダー・バンクから派生したエンジンであった。このエンジンは倹約家の消費者には燃費の良い経済性の高いエンジンだと宣伝されたが、ポンティアックにとっても389エンジンと同一の生産ラインで製造できるためコストを抑えることができた。エンジンは8.6:1の低圧縮比に1バレル・キャブレター、10.25:1の高圧縮比に1バレル・キャブレターと高圧縮比に4バレル・キャブレターの3種類があり、1バレル・キャブレター版が110 - 140 hpの出力だった一方で、4バレル・キャブレター版は4,800 rpm で155 hp（82 kW、SAE グロス）の出力と2,800 rpmで215 ft・lbf（292 N・m）のトルクを発生した。この3種のエンジン全てが18 - 22 MPG（約7.6 - 9.3 km/L）の範囲の燃費であり全般的に信頼性に富んでいたにもかかわらず、機械の調子が悪いときは蹴りを入れれば良いと思っているようなディーラーの整備士（農村地帯出身と思われる）からは「"ヘイベーラー"」（"Hay Baler,"：乾草圧縮梱包機）」という蔑称を付けられた。
小さいことだが著名なもう1点その他のY-ボディ車との違いはホイールであった。ビュイックとオールズモビル両車は自ブランドのY-ボディ車に当時の他のGM車には使用されていない14 in（360 mm）ホイールに4本の直径4.5 in （a "four-on-four-and-a-half" bolt pattern）のスタッド（stud ）を使用し、半端なサイズの9.5 in（241.3 mm）ドラムブレーキを標準化していた。ポンティアックは15 in（380 mm）ホイールに同サイズ（"five-on-four-and-a-half"）の5本のスタッドを使用し、9 in（229 mm）ドラムブレーキを装着していた。このポンティアックの構成もその他のGM車には使用されていなかったが、ホイールは約4年後の1964年半ばに発表されたフォード・マスタングと同一の物であった。多分唯一合致する共通点は、テンペストの足回りを製造していたロサンゼルスのポンティアック工場が、マスタングが開発されていたフォード工場と道を1つ隔てた場所にあったことであった。
特筆すべき点は、1961年と1962年モデルのテンペストにオプション設定されていた革新的なアルミニウム製のビュイック製215 cu in（3.5リットル）V型8気筒である。215エンジン付きのテンペストはちょうど6,662台が注文され、これは全生産数の1パーセントだったと見られている。このエンジンは155 から 215 hp（160 kW）までの出力を発生したが、重量は架装状態で330 lb（150 kg）しかなかった。ポンティアック215ブロックは、ポンティアック工場で搭載される車毎にVINとともにビュイック・マークが手作業で刻印されることが他のビュイック製215エンジンと異なる点であった。1961年モデルの全てのポンティアック215ブロックの番号は"161P"で、1962年モデルは"162P" で始まった。これより後ろのコード番号はその車がオートマチックトランスミッション（AT）車かマニュアルトランスミッション（MT）車かを示していた。1961年モデルでは1速のみシンクロメッシュ・ギアがない3速コラムシフトMTか、ダッシュボードのイグニッションキー右に位置する小型のレバーで操作する2速ATがあった。装置自体には表記されていなかったが社内文書で「"テンペスト・トルク"（"TempesTorque"）」と呼ばれたこのATは、シボレー・コルヴェアに搭載されていた物と良く似た（しかし共通部品はほとんどなかった）パワーグライド（Powerglide ）の1種であった。翌年にはフルシンクロ化された4速フロアシフトMTが追加された。導入された当初のテンペストは4ドア・セダンとサファリというステーションワゴンのみであった。2種類の2ドア・クーペ（その内の1台はルマンと命名された）は1961年モデルのボディスタイルで1961年末に追加された。
1962年モデルが登場したとき、元々ルマンは前席にバケットシートを装備したトリムパッケージ（trim package ）の豪華版であり、新しいコンバーチブルも追加された。これでテンペストはステーションワゴン、セダン、クーペ、コンバーチブルの全4モデルが揃った。この4モデルは全て只のテンペストであり、より豪華なクーペやコンバーチブルを望む購入者は追加料金を払ってテンペスト ルマンを選んだがセダンとステーションワゴンにはルマンは設定されていなかった。オールズモビルとビュイックはカットラスとスカイラーク各々により高価なオプションとしてピラーレスのハードトップを設定していたが、ルマンにはピラーレス・ハードトップはなかった。1963年モデルでルマンは独立したシリーズとなり、テンペストとルマンを合わせた全生産数の半分にも達した。
操縦性の改善のためにトランスアクスルに改良を加えられた1963年モデルは前2年のモデルより幾分大きく重くなり（今や「"シニア・コンパクト"（"senior compact"）」と呼ばれた）、ほとんど注文のない215エンジンよりも強力な高性能オプションが提供された。215エンジンはポンティアック製の新しい326 cu in（5.3リットル）V型8気筒に代替され、このエンジンの外寸は長寿の389エンジンと同じであったがより強力なトルクを発生できるように内部設計は異なっていた。新しい型のAT（その時点では正式にケースに「"テンペスト・トルク"（"TempesTorque"）」と刻印されていた）はこの強力なトルクに耐えられるように設計され、V8エンジン搭載車が4速AT付きで製造されたなら4速車はそれ程少数ではない（しかし、どちらのエンジン用にも3速ATは残されていた）。高圧縮比の326エンジンの出力は260 hp（197 kW）でトルクは 352 ft・lbf（477 N・m）であった。実際の排気量は336 cu inであったが、言い伝えによるとGMではどのディヴィジョンもシボレー・コルベットの327より大きなエンジンを使用することが禁じられていたために公表値は326であった。エンジン重量は鋳鉄製のために195 cu inのトロフィー4より重い260ポンドになり、前後重量配分は54/46となった。性能は『カーライフ』（Car Life　）誌が「何故にGMは389エンジンを載せなかったのかと考える者は誰もいないであろう」と述べるほどに充分強力であったし、燃料消費率は326エンジンで最高19 mpgであった。V8エンジンのオプションは人気で、販売された1963年モデルの131,490台のテンペストとルマンの52%が326エンジン付きの注文であった。翌年は排気量が実際に326 cu inに仕立て直されてしまったために1963年モデルの326はその年限定のエンジンであった。

### スーパーデューティ
恐らく最も有名なテンペストは1963年モデルのスーパーデューティである。14台のみがNHRAのメーカー実験車クラス（Factory Experimental class ）への出場を目指して、ミシガン州のポンティアック工場でGMのレース活動禁止令が発せられる直前1962年のクリスマスを徹して製造された。テンペスト スーパーデューティを使用したレースで活躍した中にミッキー・トンプソン（Mickey Thompson ）のチームで1963年度NHRA ウインターナショナルで12秒台前半で走行したワイルド・ビル・シュリューズベリー（Wild Bill Shrewsberry ）がいた。シュリューズベリーは現在もその車を所有しており、それには1963年シーズン終わりに改造され取り付けられたポンティアック製「パワーシフト」（Powershift ）・トランスアクスルが装着されている。スーパーデューティのために特別に開発されたパワーシフトは、現在のドラッグレーシング用トランスミッションと同様にクラッチなしで変速できるように本質的には2基のパワーグライドで4速変速機として成り立っていた。
2008年10月31日に最も稀少なメーカー製レース車両で行方の知れなかったスタン・アントローサー（Stan Antlocer ）・スーパーデューティ テンペスト ルマン・クーペがeBayに出品された。出品者はこの車の本当の価値を知らずに開始価格を500ドルに設定して出品し、226,521ドルで落札された。

## 2代目（1964年-1967年）
初代テンペストは極めてユニークな存在であったが、高速回転する湾曲プロペラシャフトに代表されるその特殊なメカニズムは、結局一般化しなかった。1964年にテンペストはより一般的（で平凡）な形式にモデルチェンジされ、ホイールベース115 in (2,900 mm)と全長203 in (5,200 mm)に大型化、コンパクトカーからインターミディエートに格上げされた。モノコックボディ、湾曲プロペラシャフト、トランスアクスルは、他のコルベア以外の全GM車に使用されている伝統的なフロントエンジン、フロントトランスミッション、独立フレーム、リジッドアクスルに変更された。
姉妹車のオールズモビル・F85（F-85 ）／オールズモビル・カットラス（Cutlass ）やビュイック・スペシャル（Special ）／ビュイック・スカイラーク（Skylark ）とともにテンペスト／ルマンは新しいシボレー・シェベルと共通のA-ボディ（A body platform ）になり、この3車型全てにはGMの勅令によりホイールまでをも含む標準化された近代化、改良が施された。ルマンの名称は独立したシリーズ名としては廃止され、モデルは下からテンペスト、テンペスト カスタム、テンペスト ルマンとなった。
標準エンジンは、以前のV8片バンクの4気筒から140 hp（100 kW）の1バレル・キャブレター 215 cu in 直列6気筒エンジンに代替された。この6気筒エンジンは基本的にシボレー製194 cu in 直列6気筒のボア拡大版でありポンティアック専用に提供されていた。オプションは、前年に導入されたレギュラーガソリン仕様の1バレル・キャブレター付き250 hp（190 kW）のポンティアック製326 cu in V型8気筒とハイオクガソリン仕様の圧縮比 10.5：1の4バレル・キャブレター付き280 hpの326 HOエンジンの2種類であった。トランスミッションは、標準が3速コラムシフトMTと4速フロアシフトMTのハーストシフター（Hurst shifter ）、2速AT（ビュイック版のスーパータービン・300：Super Turbine 300 ）が用意されていた。
高性能V8パッケージの人気に刺激されポンティアックはテンペスト ルマンに再度これを設定し、グラン・ツーリスモ・オモロゲート（Grand Turismo Omologato ）またはGTOと名付け、1960年代と1970年代の分岐点となる車となった。
興味深いことにGTOに影響されたオールズモビルはその年の内にF-85／カットラスに「442」と呼ばれる独自の高性能オプション・パッケージを設定し、翌年にはビュイックがスカイラークにスカイラーク グランスポーツ（Gran Sport ）又はGSと呼ばれる高性能モデルを導入した。両モデルともに成功を収め、思い返してみるとこれらがマッスルカー時代の到来に貢献したのである。
1965年モデルのテンペストのエンジンは、326 HOの出力が285 hp（213 kW）に増強された以外は1964年モデルと同じであった。スタイリングの変更点は、より大型のポンティアック車に似た縦置きヘッドライトと新しい分割ラジエターグリル、新しくなったテールライトとより傾斜が付いたトランク上部であった。テンペスト カスタムに2ドア・ハードトップ クーペが、片やルマンにはフルサイズのボンネヴィル・ブロアム（Bonneville Brougham ）に似たプレストン・クロス トリム（Preston Cloth trim ）にプラシ天内装があしらわれた4ドア・セダンが追加された。
フルサイズのポンティアック車に似たコーラ壜に影響を受けたより丸みを帯びたボディとなった大掛かりなフェイスリフトが1965年モデルのテンペストに施され、新しいピラー（柱）のない4ドア・ハードトップがテンペスト カスタム シリーズに追加された。ボンネットの下ではシボレー派生215 cu inの6気筒が新しいポンティアック製230 cu in 6気筒SOHCエンジン（当時の米国の量産車では唯一のSOHC）に取って代わられた。ベースモデルのSOHCエンジンは165 hp (123 kW)の1バレル・キャブレターで経済性重視の顧客向けの設計であった。オプションで装着可能な2ドアモデルのスプリント・オプションパッケージに設定されていた4バレル・キャブレター、高圧縮比の207 hp（154 kW）版の6気筒SOHCエンジンは、類似のSOHCエンジンを搭載した高価なヨーロッパ製のスポーツ・セダンと比較検討される材料であると市場ではみなされていた。V8パワーを望む顧客には夫々に250 と 285 hp（213 kW）の326 と 326 HOエンジンが引き続きオプションで用意されていた。

## 3代目（1967年-1970年）
1967年モデルのテンペストのマイナーチェンジはカスタムとルマンのみに施された。エンジンとトランスミッションは4バレル・キャブレターの6気筒SOHCエンジンが215 hp（160 kW）に出力増強された以外は前年と同様であった。前輪のディスクブレーキはステレオ・8トラックプレーヤーとボンネット上に装着するタコメーターとともに新しくオプション設定された。

### スタイル変更

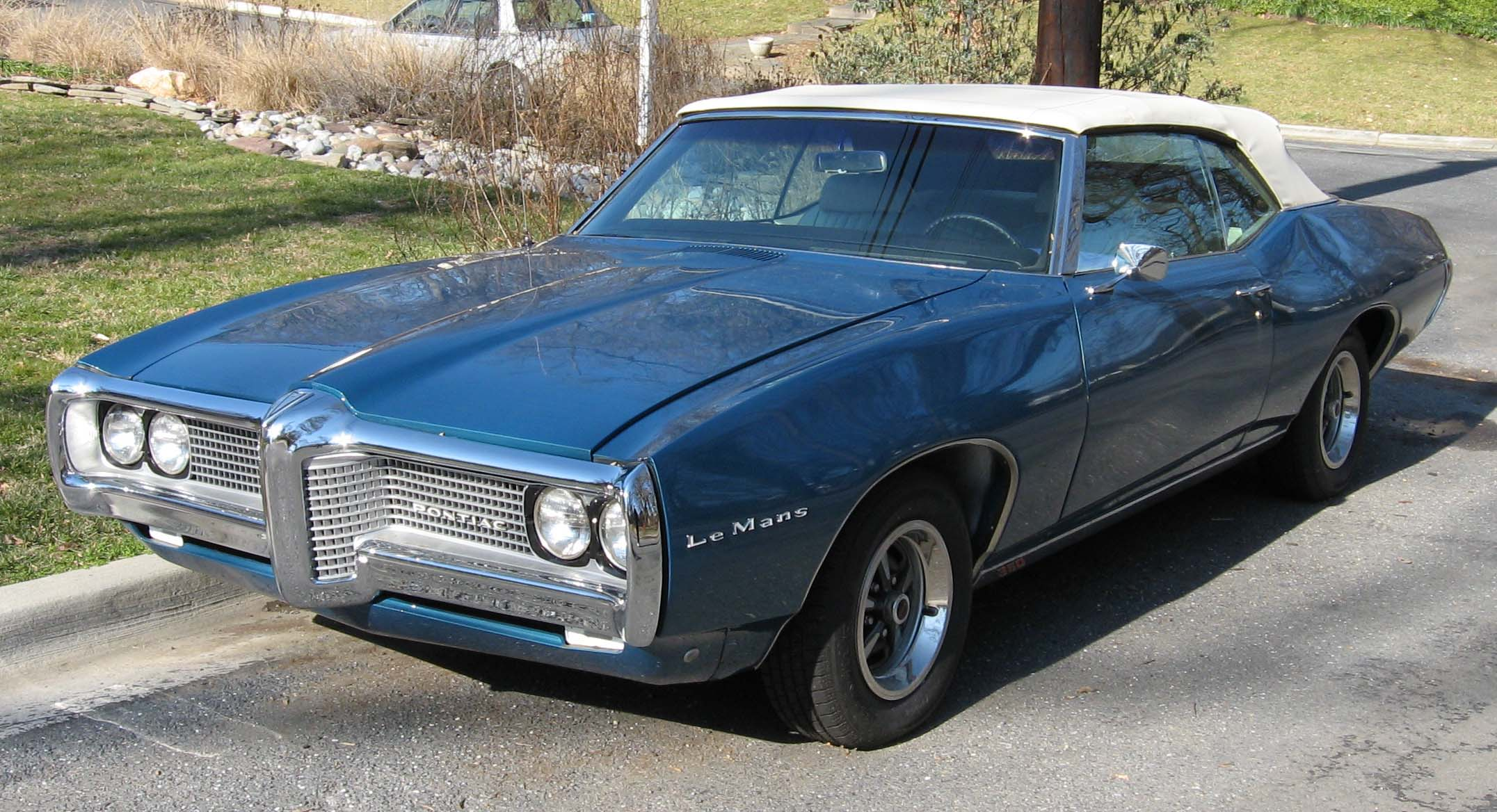
スタイル変更されたルマン

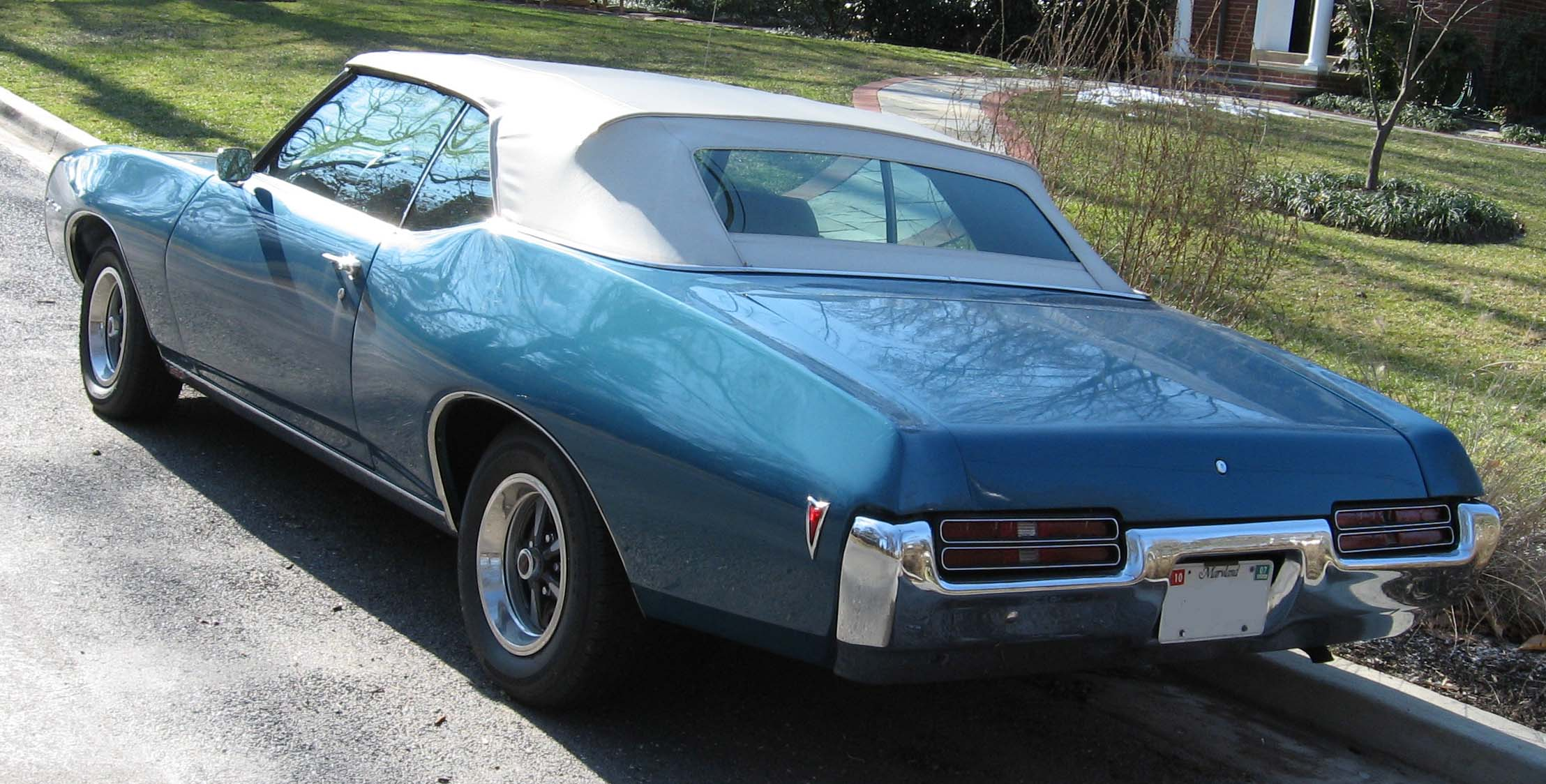
スタイル変更されたルマン

より丸みを帯びたスタイル、コンシールド・ワイパー（未使用時にボンネット下に格納される）、横型ヘッドライトに戻ったマイナーチェンジを施されたテンペストが1968年モデルで導入され、ホイールベースは2ドアの112 in（2,800 mm）と4ドアの116 inの2種類になった。6気筒SOHCエンジンは230から250 cu inに拡大されたが出力は変わらなかった一方で、326 V6は2バレル・キャブレターで250 hp、4バレル・キャブレターで320 hpの350 cu in V8に代替された。モデルは、前年と同様にベースのテンペスト、テンペスト カスタム、ルマンであった。
ハードトップ・クーペから三角窓がなくなった以外は1969年モデルのスタイリング上の変更は僅かであった。テンペスト カスタムはこの年だけカスタムSと名称変更されたが、提供されるモデルは1968年と同じであった。新しい3速ターボ＝ハイドラマティック（Turbo Hydra-matic ）350 ATが古い2速ATの代わりに全てのエンジンに提供された。350 HOのV8エンジンが5hpアップの325hpになった以外は提供されるエンジンは以前と同じであった。移設されたイグニッションキーが付いた新しいステアリングコラムが導入され、前席のヘッドレストが標準装備となった。
わずかなスタイリングの変更がアメリカ合衆国市場でテンペストの名称を付けた最後となった1970年モデルを飾った。当初は2ドアと4ドアのセダンのみにモデル数が縮小されたが、年の半ばにGM車中で最も安価なクーペという触れ込みで低価格のT-37ハードトップ・クーペが導入された。カスタムSはこの年にルマンとなり、以前のルマン シリーズはルマン スポーツとなった。ポンティアック製6気筒SOHCエンジンはシボレー製250 cu in 6気筒に代えられ、一方350 V8エンジンは2バレル・キャブレターの255 hp（190 kW）に落とされた。新しく提供されたエンジンは2バレル・キャブレター、圧縮比8.6:1で265 hp（198 kW）の400 cu in V8と4バレル・キャブレター、圧縮比10.25:1の330であった。
テンペストの名称は1970年モデルを最後に消えた。1971年モデルは1970年モデルのテンペストとT-37で用意されていた3種のボディスタイルを揃えた新しいT-37シリーズに取って代わられた。この年以後T-37は廃止され、1972年モデルでは全てのポンティアックのインターミディエートはGTO以外ルマンの名称が付けられた。

## 4代目（1987年-1991年）
カナダのみでL-ボディのシボレー・コルシカをバッジ替えしたモデルが1987年モデルからポンティアック・テンペストとして販売された。この車はポンティアック・グランダムと6000の間に位置していたが、1991年に4代目ポンティアック・グランダムに代替された。1987-91年モデルのポンティアック・テンペストは、ベースモデル（USのコルシカLTと同等）とLE（USのコルシカLTZと同等）の2種類のグレードがあった。この姉妹のL-ボディのテンペストを見分ける主な違いは、異なるエンジングリル、エンブレム、テールライト（テールライトは後にUSモデルのコルシカの物を着けた）であった。その他の違いはオプションのホイール、昼間点灯ライト（DRL）とメートル法表記の計器盤のみであった。